# بخش تریپورای شمالی
بخش تریپورای شمالی (به انگلیسی: North Tripura district) یک منطقهٔ مسکونی در هند است که در تریپورا واقع شده‌است. بخش تریپورای شمالی ۱٬۴۲۲٫۱۹ کیلومتر مربع مساحت و ۶۹۳٬۹۴۷ نفر جمعیت دارد و ۲۹ متر بالاتر از سطح دریا واقع شده‌است.